# Gadirtha albovenosa
Gadirtha albovenosa är en fjärilsart som beskrevs av Louis Beethoven Prout 1924. Gadirtha albovenosa ingår i släktet Gadirtha och familjen trågspinnare. Inga underarter finns listade i Catalogue of Life.